# Coll Prim
El Coll Prim és una serra situada al municipi de Capçanes, a la comarca del Priorat, amb una elevació màxima de 383 metres.